# Den moderne Eva
Den moderne Eva (originaltitel Classified) er en amerikansk stumfilm fra 1925 instrueret af Alfred Santell.

## Medvirkende
- Corinne Griffith som Babs Comet
- Jack Mulhall som Lloyd Whiting
- Ward Crane som Spencer Clark
- Carroll Nye som Mart Comet
- Charles Murray som Comet
- Edythe Chapman som "Maw" Comet
- Julie Bishop som Jeanette
- George Sidney som Weinstein
- Bernard Randall som Bernstein